# Râul Funduri
Râul Funduri este un curs de apă, afluent al Grebănu. 